# Marc Haeberlin

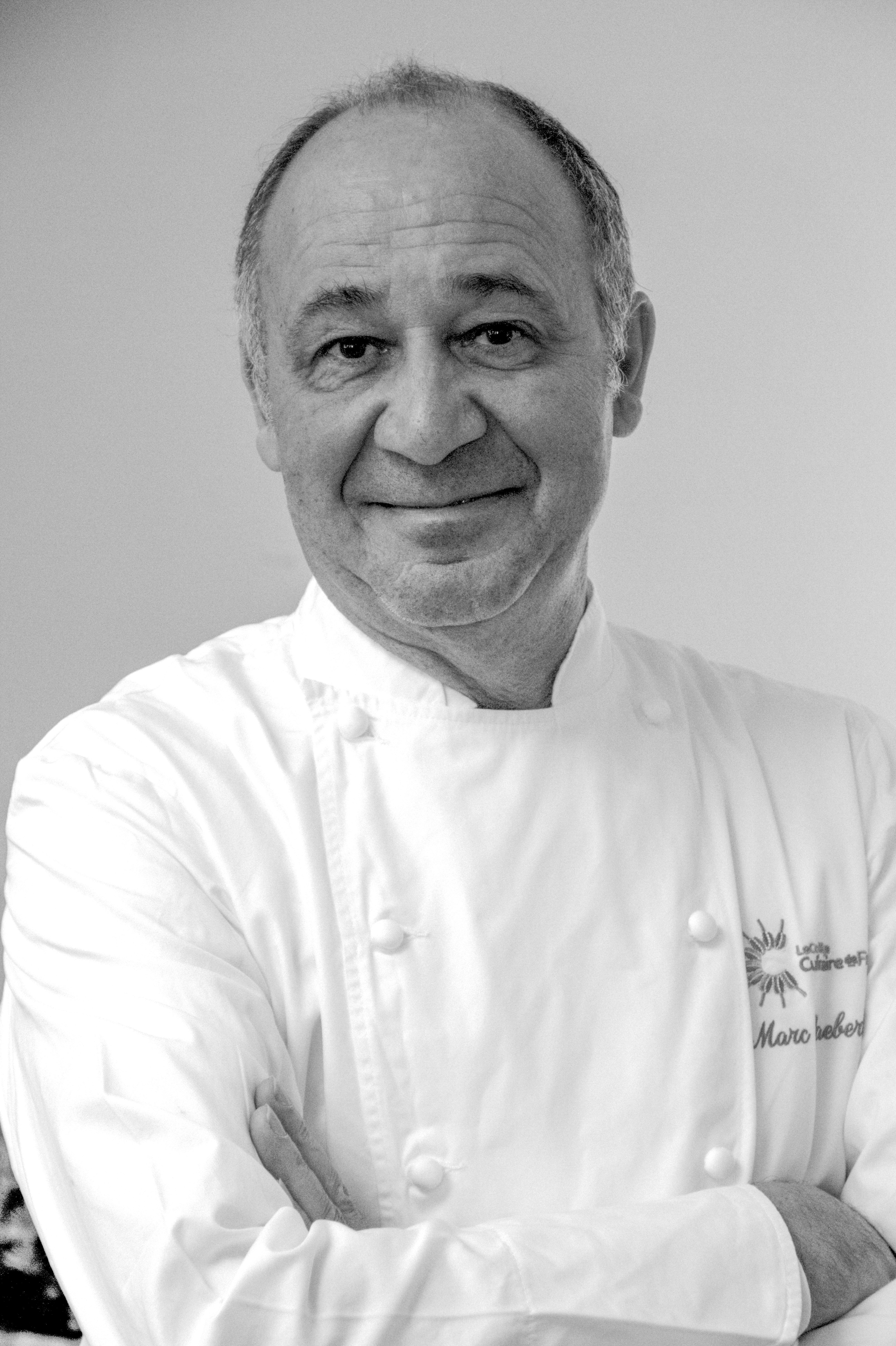
Marc Haeberlin (2013)

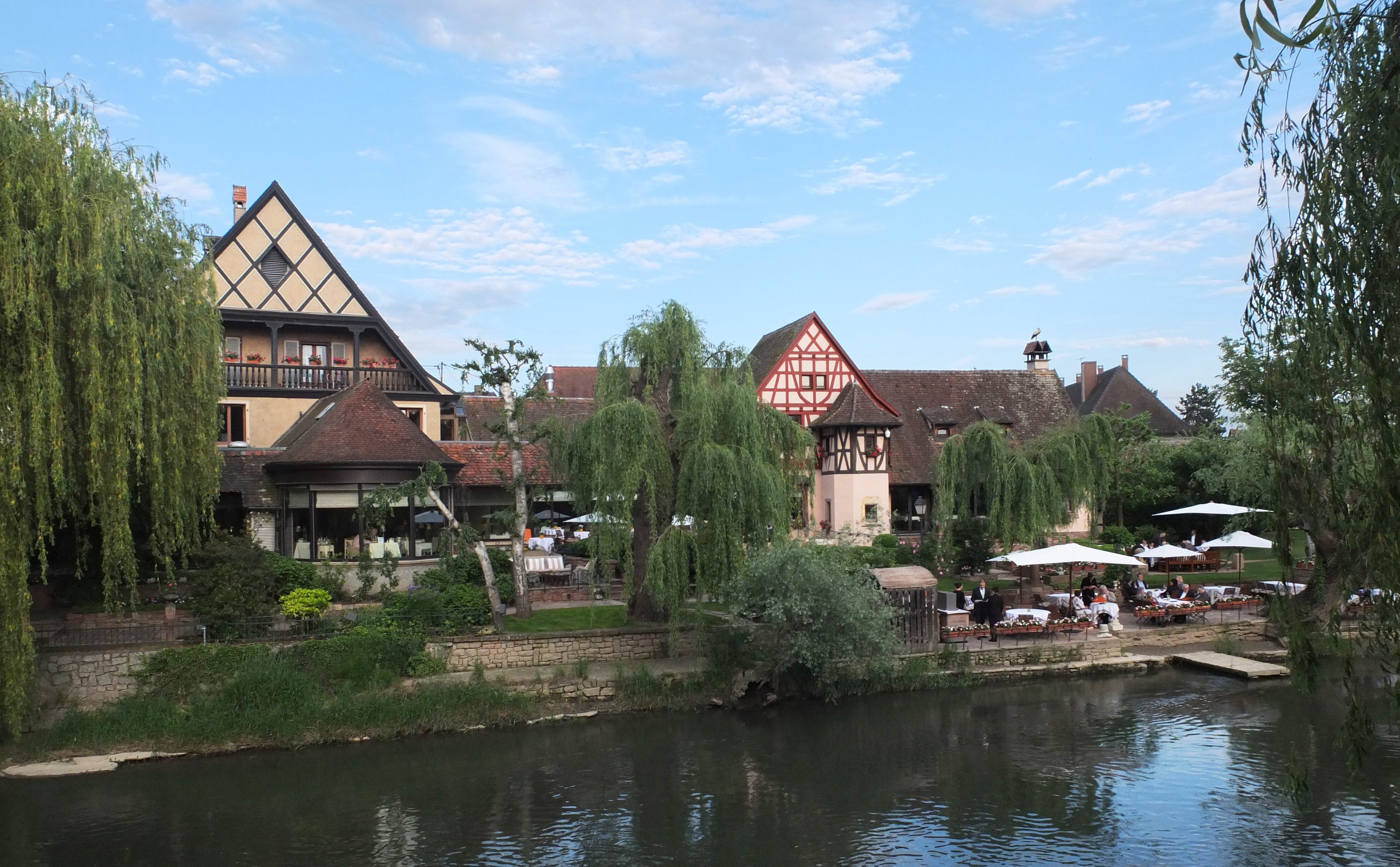
Auberge de l’Ill

Marc Haeberlin (* 28. November 1954 in Illhaeusern) ist ein französischer Koch.

## Leben
Marc Haeberlin ist der Sohn von Paul Haeberlin, dessen elsässisches Restaurant L’Auberge de l’Ill von 1967 bis 2018 jährlich mit drei Michelin-Sternen ausgezeichnet worden ist. Ausgebildet wurde Marc Haeberlin unter anderem bei Paul Bocuse, Gaston Lenôtre und den Gebrüdern Troisgros.
1976 übernahm Marc Haeberlin die Küche in der dritten Familien-Generation.
Seit 2019 wird das L’Auberge de l’Ill mit zwei Sternen im Guide Michelin geführt.

## Auszeichnungen
- 2004:  Spitzenkoch des Jahres, Schlemmer Atlas
- 2004: Five Diamond Award der American Academy of Hospitality Sciences
- 2007: Ritter der Ehrenlegion

## Publikationen
- Elsass – Meine große Liebe, ABC Verlag 2008, ISBN 978-3-938833-25-4.
- Best of Marc Haeberlin, von Dirk Gieselmann (Autor), Les Editions Culinaires 2009, ISBN 978-2-84123-259-8.